# Nogometne formacije
Formacija u nogometu opisuje kako će se igrači u momčadi posložiti na terenu. Postoje različite formacije ovisno o tome želi li momčad igrati napadački ili obrambeno. Formacije su opisane u obliku brojeva za svaki dio terena (isključujući vratara). Tako, na primjer, formacija 4–4–2 označava da se u momčadi nalaze 4 braniča, 4 vezna igrača i 2 napadača. Vidljivo, formacija 4–4–2 je opisana s tri broja, iako formacije mogu biti opisane i s četiri broja (npr. 3–4–1–2), ili s čak pet brojeva (npr. 4–1–2–1–2). 
Formacije se mogu mijenjati kako utakmica odmiče, ali zahtijeva prilagodbe igrača na nov sustav igre. Mijenjanje formacija najčešće uzrokuje obrana rezultata ili napad na rezultat, ili čak gubitak igrača (isključenje). Neke formacije se mijenjaju i tijekom akcije: Brazilci su pedesetih godina 20. stoljeća imali formaciju 4–2–4, dok bi u napadu ta formacija prešla na 2–4–4. Na utakmici se često vide dvije sasvim različito raspoređene momčadi; one koje imaju obrambenu formaciju i one koje imaju napadačku.
Formacije se koriste i u amaterskom i u profesionalnom nogometu. Ipak, u amaterskom nogometu one nisu tako važne zbog manjeg intenziteta igre. Sposobnosti i disciplina igrača su vrlo važni čimbenici učinkovitosti (čuvanja) formacije. Također, treneri moraju paziti da igrači budu u mogućnosti igrati posloženi na način na koji trener želi.

## Rani dani
U nogometnim utakmicama 19. stoljeća obrambeni nogomet nije postojao, a igrači su težili samo zabijanju golova, a vrlo malo obrani.
Dana 30. studenog 1872. odigrana je prva službena međunarodna utakmica između Engleske i Škotske. Nije bilo nikakve formacije, već su igrači samo ganjali loptu po cijelom terenu. Takva igra bi se mogla okarakterizirati formacijom 0–0–10. No, i u takvom sustavu igre dogodilo se nešto vrlo inventivno za tadašnji nogomet: Škoti su se između sebe dodavali, a ne samo jurišali s loptom u posjedu. Paradoksalno, ova utakmica je završila bez pogodaka, 0:0!
Brzi rast broja klubova doveo je do brze taktičke evolucije. Neki su igrači u momčadi bili postavljeni kao braniči ili vezni igrači. 1880. godine, Bolton Wanderersi (Engleska), koristili su formaciju 1–1–8, dok je 1884. Aston Villa (također Engleska), dodala još jednog veznog igrača umjesto napadača. To se karakterizira kao formacija 1–2–7.

## Klasične formacije

### 2–3–5 (Piramida)
Kasnije u 1884., Blackburn Rovers (Engleska) su predstavili prvu trajno uspješnu nogometnu formaciju – 2–3–5; ova postava je originalno prozvana Piramida, jer prikaz te formacije izgleda poput tog geometrijskog tijela. U devedesetim godinama 19. stoljeća upravo ova formacija je bila glavna u cijeloj Velikoj Britaniji, te se u tom formatu raširila po cijelom svijetu. S malim varijacijama, ova formacija se održala do četrdesetih godina 20. stoljeća.
Po prvi put u nogometnoj povijesti veza između obrane i napada je uspostavljena. Kada bi se branili, središnji braniči bi pazili na protivničke insidere (drugi i četvrti igrač u napadu od onih pet), dok bi tri vezna igrača pripazila na preostala tri protivnička napadača. Jedan od dva središnja braniča bi se najviše trošio zbog činjenice da, osim obrane, mora organizirati napade.
Momčad koja je najviše profitirala koristeći ovu formaciju
- Urugvaj, SP 1930. (pobjednici):
  - Igrači: Ballestero; Mascheroni i Nasazzi; Andrade, Fernández i Gestido; Dorado, Scarone, Castro, Cea i Iriarte. Trener: Alberto Suppici.

#### Škola Danubije
Škola Danubije u nogometu označava modifikaciju formacije 2–3–5. Tako su igrali Austrijanci, Česi i Mađari u dvadesetima 20. stoljeća. Ovakva igra se oslanjala na kratka dodavanja, individualne sposobnosti, te držanje lopte na tlu.
Momčad sa zapaženim rezultatom koristeći ovu taktiku
- Austrija, četvrta na SP-u 1934.:
  - Igrači: Platzer; Cisar i Sesta; Wagner, Smistik i Urbanek; Zischek, Bican, Sindelar, Schall i Viertl. Treneri: Hugo Meisl i Franz Hansl.

#### Metodo
Metodo je nogometna formacija izmišljena od strane Vittorija Pozza (Talijan) tridesetih godina 20. stoljeća. Ovo je bila varijacija na Školu Danubije. Pozzo je shvatio da halfbekovi trebaju više podrške iz veznog reda da lakše dođu do lopte u obrani. Zato je vratio dva napadača u vezni red, te tako stvorio postavu 2–3–2–3. Talijani su lagano osvojili titulu na SP-u 1934., a kvalitetno se natjecali i na idućem SP-u, koristeći upravo ovu formaciju.
Momčad koja je koristila ovu formaciju
- Italija, prvak svijeta 1934.
  - Igrači: Combi; Monzeglio i Allemandi; Ferraris I.V., Monti i Bertolini; Schiavio i Ferrari; Guaita, Meazza i Orsi. Trener: Vittorio Pozzo.

### WM
Formacija WM je stvorena dvadesetih godina 20. stoljeća od strane Herberta Chapmana (Arsenal), koji je promijenio i pravilo o zaleđu. Tada je pravilo bilo da se napadač mora naći između dva suparnička braniča i gol-linije da bude u zaleđu, a radi Chapmana, broj braniča je uvećan na tri. Ovo je dovelo do pojave središnjeg braniča koji bi zaustavljao protivničkog središnjeg napadača, te uspostavljao kontrolu između obrane i napada. Ova formacija je postala toliko uspješna da su je počele koristiti gotovo sve uspješne momčadi tridesetih. Ova se formacija može usporediti i s 3–2–5 ili 3–4–3, a naziva se WM zbog položaja igrača na terenu.

### WW
Formacija WW je zapravo bila razvijena WM formacija. Formaciji WW najviše je pridonio Mađar Marton Bukovi koji je formaciju 3–2–5 WM preokrenuo. Nedostatak sposobnog središnjeg napadača u momčadi je zahtijevao povlačenje tog napadača u vezni red. Taj vezni igrač bi pridonosio obrani. Ovo je dovelo do pojave formacije 3–5–2 (još poznate i kao 3–3–4), a opisana je kao rana verzija 4–2–4. Formacija 4–2–4 je razvijena od još jednog Mađara, Gusztáva Sebesa, igrača mađarske reprezentacije.

### 3–3–4
Formacija 3–3–4 je slična formaciji WW s važnom iznimkom da je ova formacija koristila napadača bliže veznom redu (na krilnoj poziciji). Ova formacija je najzapaženija postala pedesetih i ranih šezdesetih. Jedna od najboljih momčadi koja je koristila ovu formaciju bila je engleski Tottenham Hotspur. Najzapaženiji Tottenhamovi igrači u to doba su bili Danny Blanchflower, David Mackay i John White.

### 4–2–4
Formacija 4–2–4 pokušava kombinirati jaki napad i čvrstu obranu, te je formirana kao reakcija na neučinkovitost WM-a. Također se mogla smatrati i kao napredak WW-a. 4–2–4 je bila prva formacija koja je opisana korištenjem brojeva.
Dok je za prve razvitke 4–2–4 najviše zaslužan bio Márton Bukovi, tu formaciju su spremnom za natjecanje učinili Brazilac Flávio Costa i još jedan Mađar Béla Guttman. Tada se činilo da Mađari svoje formacije koriste u praksi, a Brazilci u teoriji. No, tek u pedesetima ova formacija je doživila zenit, i to od strane brazilske reprezentacije.
Costa je javno iznio svoje ideje, tzv. dijagonalni sustav, u novinama "O Cruzeiro", koristeći sheme korištene i prije, samo što je po prvi put u povijesti nogometa došlo do upotrebe brojeva kao načina za prikazivanje taktike. Guttman je u ranim šezdesetima sam došao u Brazil da pomogne u razvijanju nove formacije na temelju iskustva mađarskih trenera.
4–2–4 je postala korisna zahvaljujući povećanoj kondiciji i boljim sposobnostima igrača, nastojeći koristiti 6 braniča i 6 napadača, s veznim igračima koji bi odrađivali oba zadatka. Četvrti branič je povećao broj ljudi u obrani, ali primarna uloga mu je bila da se braniči lakše skupe zajedno. Ovo je omogućilo njihovu suradnju, što je za pozitivnu posljedicu imalo dopuštanje jačeg napada.
Relativno prazan vezni red se oslanjao na braniče koji bi trebali ne samo ukrasti loptu, već i zadržati je, te kvalitetno isporučiti veznom redu ili napadu. Ova formacija je zahtijevala da svi igrači, uključujući i braniče, imaju finu tehniku i iznimno manevriranje loptom. Naravno, Brazilci su imali sve predispozicije za takvu igru, te su s tom taktikom osvojili SP 1958. i 1970.
Uspješne momčadi s ovom formacijom
- Brazil, pobjednik SP-a 1958.
  - Momčad: Gilmar; Bellini, Djalma Santos, Nílton Santos, Orlando; Zito, Didi; Garrincha, Vává, Pelé, Zagallo. Trener: Vicente Feola.

- Brazil, pobjednik SP-a 1970.:
  - Momčad: Félix; Carlos Alberto, Brito, Piazza, Everaldo; Clodoaldo, Gérson; Jairzinho, Pelé, Tostão, Rivelino. Trener: Mário Zagallo.

## Formacije u modernom nogometu
Sljedeće formacije se koriste u modernom nogometu. Fleksibilne su i omogućuju prilagođavanje potrebama momčadi, kao i potrebama igrača. Varijacije na svaku pojedinu taktiku uključuju i promjene u pozicijama igrača, te mijenjanje klasičnog središnjeg braniča za libera.

### 4–3–3
Formacija 4–3–3 je razvitak još jedne napadačke formacije, 4–2–4, te je najupečatljivije korištena na SP-u 1962. od strane brazilske reprezentacije. Dodatni igrač u veznom redu prebačen iz napada je omogućavao jaču obranu i mogućnost veznim igračima za obavljanje više dužnosti. Ova tri vezna igrača uobičajeno igraju vrlo blizu jedan drugog u strogo koordiniranoj jedinici. Tri napadača se rašire i nastoje pritisnuti obranu. Kada se ova formacija počne koristiti od početka utakmice, smatra se hrabrom obrambenom taktikom. Zato se ne treba miješati formacija 4–3–3 s formacijom 4–4–2 u kojoj se jedan vezni igrač prebaci u napad u kasnijoj fazi utakmice, najčešće kada se hvata rezultat.
Napadačka postava 4–3–3 uključuje obrambenog veznog igrača (čiji je broj na dresu najčešće 4, 5 ili 6) i dva napadačka vezna igrača (čiji su brojevi na dresu 8 i 10). Ovakva formacija je bila uobičajena u Italiji, Argentini i Urugvaju tijekom šezdesetih i sedamdesetih. Talijanska varijacija 4–3–3 je bila jednostavna modifikacija WM-a pretvorbom jednog od dva krila na mjesto libera, dok su Argentinci i Urugvajci koristili 2–3–5 kao temelj njihove 4–3–3 formacije.
Momčadi koje su postigle uspjeh s postavom 4–3–3
- Brazil tijekom SP-a 1962.
- Feyenoord prilikom osvajanja trostruke krune 1970.
- Rosenborg B.K. (Norveška), tijekom 13 sezona za redom u kojoj su osvojili 13 nacionalnih ligaških titula i 10 sezona igrali u Ligi prvaka.
- Chelsea, pod Jose Mourinhom (srpanj 2004. – )
- Barcelona, koja koristi 4–3–3 s četiri braniča od kojih se često neki pridruže napadu, kao i obrambeni vezni.

### 4–4–2
| Formacija 4–4–2 okarakterizirana je kao tradicionalistička zato što je engleska reprezentacija koristi već desetljećima. Toliko je popularna da je jedan nogometni magazin nazvan upravo FourFourTwo (4–4–2). Vezni igrači trebaju iznijeti većinu akcija momčadi, te se pridružiti napadačima, dok bi vezni igrači koji bi ostali iza ostali kao osigurači. Krilni vezni igrači imaju ulogu ubacivanja kvalitetnih lopti u šesnaesterac. Poznate momčadi koje su koristile ovu taktiku - Engleska (tzv. Čuda bez krila), pobjednici Svjetskoga prvenstva pred svojom publikom 1966. - Brazil, tijekom 1994., pobjednici SP-a 1994. (Trener: Carlos Alberto Parreira) |

### 4–4–2 romb
| Formacija 4–4–2 romb ima uporište u veznom redu, a još je opisana i kao 4–1–2–1–2. Momčadi s ovom formacijom: - AC Milan od sezone 2002./2003. - Real Madrid tijekom sezone 2004./2005. - FC Porto, pobjednik Lige prvaka 2004. s trenerom Jose Mourinhom |

### 4–4–1–1
| Formacija 4–4–1–1 je varijacija na 4–4–2 s jednim povučenim napadačem koji je smješten iza pravog napadača. Taj povučeniji napadač je obično kreativniji od isturenog napadača. Momčadi s ovom formacijom: - Arsenal tijekom sezone 2004./2005. s Dennisom Bergkampom igrajući iza Thierryja Henryja. - Manchester United tijekom sezona 2001./2002. i 2002./2003. s Paulom Scholesom iza van Nistelrooya. - Juventus tijekom sezona 2001./02. i 2002./03 s Alessandrom del Pierom kao trequartistom iza Trezegueta. Ova se formacija pokazala vrlo uspješnom jer je Juventus osvojio Scudetto 2002. i 2003. |

### 4–3–2–1 (Božićno drvce)
Formacija 4–3–2–1 je još jedna varijacija na 4–4–2, često opisivana i kao formacija Božićno drvce. Još jedan napadač se vraća u vezni red s namjerom povučene igre i ostavljanja dva napadačka vezna malo iza jedinog pravog napadača.
Momčadi s ovom formacijom:
- Barcelona tijekom sezona 2004./2005. i 2005./2006. s Ronaldinhom i Giulyjem (ponekad i Messijem) iza Samuela Eto'oa. Trener: Frank Riijkard
- AC Milan ponekad tijekom sezone 2004./2005. i 2005./2006. Trener: Carlo Ancelotti
- Juventus ponekad tijekom sezone 2001./2002. i 2002./2003. s Pavelom Nedvedom i del Pierom iza Trezegueta. Trener: Marcelo Lippi

### 5–3–2
| Formacija 5–3–2 ima tri središnja braniča od kojih se jedan može ponašati i kao libero. Ovaj se sustav igre oslanja na krilne igrače koji daju potrebnu širinu momčadi. Njihov posao, osim širenja igre, također je i ubacivanje lopti u šesnaesterac, te osnaživanje i obrane i napada, dakle, radi se o igračima koji se u ovoj formaciji najviše troše. Momčadi s ovom formacijom: - Meksiko, Kup konfederacija 2005. |

### 3–4–3
| Formacija 3–4–3 koristi vezne igrače da skrate vrijeme potrebno za prijenos lopte između obrane i napada. Pošto se koriste samo tri braniča, prolazak protivnika kroz vezni red znači veliku opasnost za gol, nego kad bi se koristila formacija s četiri ili pet braniča. No, manje obrane znači više napada. Tri napadača rade veliki pritisak na protivničku obranu. Ovu formaciju koriste napadački orijentirane momčadi. Momčadi s ovom formacijom: - AC Milan tijekom devedesetih s Zaccheronijem kao trenerom (osvojen jedan scudetto 1999.) |

### 3–5–2
| Formacija 3–5–2 je vrlo slična formaciji 5–3–2, samo što su dva krila orijentirana više prema napadu. Zbog ovoga, središnji vezni igrači ostaju malo bliže obrani da zaustave mogućnost protivničkog kontranapada. |

Momčadi s ovom formacijom:
- Brazil, pobjednik SP-a 2002.
  - Momčad: Marcos; Lucio, Roque Junior, Edmilson, Roberto Carlos, Cafu, Gilberto Silva, Kleberson, Rivaldo, Ronaldinho, Ronaldo. Trener: Luiz Felipe Scolari.

- SSC Napoli, pobjednik Intertoto kupa 2008.
- Hrvatska na Svjetskom prvenstvu 1998. godine na kojem je osvojila 3. mjesto.

### 4–5–1
| Formacija 4–5–1 se može smatrati obrambenom formacijom, no dva krilna igrača se često pridodaju napadu, pa 4–5–1 tako postaje 4–3–3. Ova formacija se najčešće koristi da se očuva rezultat 0:0 ili da se očuva vodstvo. Ovom formacijom se nastoji otežati razvitak igre protivnicima u veznom redu. Zbog velikog broja veznih igrača, nije čudno da momčad s ovom formacijom ima veći posjed lopte. Obrambeni vezni igrač služi kao dodavač korisnih lopti. Poboljšanje ove formacije je donio Jose Mourinho, trener Chelseaja, s formacijom 4–1–4–1, gdje krila imaju dužnost iznošenja lopte. Ovo daje veću slobodu ostatku momčadi i veću kreativnost veznom redu. |

Momčadi s ovom formacijom:
- Liverpool F.C., pobjednik Lige prvaka 2005. sa Stevenom Gerrardom kao razigravačem
- Norveška pod trenerom Egilom Olsenom

### 4–2–3–1
| Formacija 4–2–3–1 je obrambena i nadasve fleksibilna formacija, gdje vezni igrači i braniči se pridružuju napadu, najčešće prilikom kontranapada. U taktičkom smislu, ova je formacija slična formaciji 4–5–1. Koristi se za održavanje posjeda lopte i taktičko kontroliranje veznoga reda. Usamljeni napadač mora biti visok i jak da može zadržati loptu u svom posjedu dok mu se ne pridruže suigrači iz veznog reda i obrane. Najveću fleksibilnost ovoj formaciji daju trojica ofenzivnih veznih igrača koji se nalaze iza usamljenog napadača. Ovisno o tehničkim i fizičkim sposobnostima dvojice krilnih veznih igrača, formacija lako može preći u 4–3–3 ali i u 4–5–1. Središnji ofenzivni vezni igrač ima više uloga na terenu (ovisno o svojim predispozicijama). Može biti povučena 'špica' s tim da su tada dva krila vezna igrača malo više defenzivno orijentirana a može biti i razigravač trojici napadača. Dva defenzivna vezna igrača čine srce momčadi. Oni su igrači koji pokrivaju najveći dio terena, koji od obrambene linije primaju loptu i započinju s organizacijom napada te igrači koji su zaduženi za čuvanje najboljeg protivničkog razigravača. Momčadi s ovom formacijom: - Španjolska, pobjednik SP-a 2010. - Deportivo La Coruña - Atlético Madrid - Dinamo Zagreb s trenerom Ivankovićem - Valencia CF - Australija |

## Nepotpune formacije
Kada je igrač isključen ili ozlijeđen, a momčad više nema pravo na izmjenu, dolazi do nedostatka igrača. Tada se momčadi najčešće vrate u obranu i najčešće počnu koristiti formacije 4–4–1 ili 5–3–1. Osim kada se rezultat brani s igračem manje, može se dogoditi da je momčad u rezultatskom minusu i da ima igrača manje, pa se koriste formacije 4–3–2 ili čak 4–2–3. Na SP-u 2006., izbornik Toga, Otto Pfister, unatoč vodstvu Toga protiv Južne Koreje od 1:0, nastavio igrati s 4–3–2. Komentatori s BBC-a su počeli kritizirati tu odluku, i doista, Togo je izgubio utakmicu s 2:1.
Kada nedostaje više od jednog igrača, momčad se isključivo brani, a protivnici sve snage bacaju u napad i počnu širiti igru na bokove, jer se obrana zgusne u sredinu.

## Vanjske poveznice
- Evolucija formacija
  - http://www.nscaa.com/subpages/20060331154402100.php – Razvoj ranih formacija
  - http://www.nscaa.com/subpages/2006033115392999.php  Arhivirana inačica izvorne stranice od 2. prosinca 2010. (Wayback Machine) – Od 1954. do 1998.
  - http://www.nscaa.com/subpages/20060331164300113.php  Arhivirana inačica izvorne stranice od 29. travnja 2009. (Wayback Machine) – SP 1998.
- 3–5–2
  - http://www.nscaa.com/subpages/20060331155828101.php – 3–5–2: Proučavanje sustava
- 4–4–2
  - http://www.nscaa.com/subpages/20060331160310103.php  Arhivirana inačica izvorne stranice od 10. prosinca 2007. (Wayback Machine) – 4–4–2: Napadačka strategija
  - http://www.nscaa.com/subpages/20060331160432104.php  Arhivirana inačica izvorne stranice od 5. prosinca 2007. (Wayback Machine) – 4–4–2: Obrambena strategija
  - http://www.nscaa.com/subpages/20060331160611105.php  Arhivirana inačica izvorne stranice od 17. listopada 2011. (Wayback Machine) – 4–4–2: Uravnoteženi napad
- http://www.thedugout.tv/community/archive/index.php/t-791.html  Arhivirana inačica izvorne stranice od 8. siječnja 2006. (Wayback Machine) – Forum o formacijama
- FIFA-ine analize formacija: 3–5–2  Arhivirana inačica izvorne stranice od 1. srpnja 2009. (Wayback Machine), 4–2–4  Arhivirana inačica izvorne stranice od 9. siječnja 2006. (Wayback Machine), 4–4–2  Arhivirana inačica izvorne stranice od 21. srpnja 2006. (Wayback Machine)
- BBC Sport – Uvod u formacije